# Destinul Vraciului
Destinul Vraciului este a opta carte din Cronicile Wardstone scrise de Joseph Delaney.
Cartea a apărut în România la 1 iunie 2012.

## Rezumat
Vraciul, Tom și Alice călătoresc în Irlanda, fugind de războiul care a apărut în Comitat.
În Irlanda, Tom, împreună cu magistrul său și cu prietena sa, va încerca să învingă un grup de vrăjitoare malefice,
care venerează o veche zeiță celtică, numită Morrigan. Aceasta vrea să îi taie calea lui Tom pentru a-și mări puterea.
Misiunea periculoasă a lui Tom îl duce în posesia Sabiei Destinului - o sabie cu o parte obscură și sete de sânge.
Singurul lucru care îi mai protejează pe Alice și pe Tom acum este fragilul urcior de sânge. Însă, dacă acesta va urma să se spargă, ar însemna sfârșitul lui Alice, sau chiar al lui Tom.
Sabia Destinului va putea să-l învingă pe Diavol într-un duel?
Dacă va supraviețui, Tom are nevoie de o pregătire, iar o singură persoană poate să-l antreneze
pentru o bătălie împotriva Diavolului - Grimalkin, vrăjitoarea asasină.
Întunericul împotriva Întunericului... Într-o zi, unul se va prăbuși iar celălalt va obține triumful total.

## Personaje
- Thomas Ward: Al șaptelea fiu al unui al șaptelea fiu, el este de asemenea fiul Lamiei, moștenind multe lucruri, din care cea mai importantă abilitate este de a putea încetini timpul. Este ucenic al unui vraci. Prietena cea mai bună a lui este Alice, o fată care a fost mereu respinsă de magistrul lui, chiar dacă i-a salvat viața lui Tom de mai multe ori. Prietenia lor este extrem de stransă, trecând aproape în iubire, confirmată atunci când Alice îl sărută pe Tom la sfârșitul cărții a cincea, când este izgonită de Vraci.

Tom este mereu curajos, nu renunță niciodată și, ca și Vraciul, pune datoria față de Comitat mai presus de toate, ilustrat perfect de faptul că și-a dat sufletul Diavolului doar ca să aibă o șansă să o nimicească pe Ordeen și să salveze Comitatul.
- Alice Deane: Revelată în a cincea carte ca fiica Osoasei Lizzie și a Diavolului, Alice este o prietenă foarte apropiată a lui Tom, și poate chiar și mai mult de atât, lucru arătat de momentul în care Alice îl sărută pe Tom dar și de nenumăratele ori când își salvează viețile reciproc. Ea a fost mereu alungată de Vraci, care o consideră o vrăjitoare, dar a rămas mereu deoarece Tom s-a opus de fiecare dată ideii plecării ei. Ea este totdeauna între Întuneric și Lumină, iar, deocamdată, prietenia ei cu Tom a salvat-o de fiecare dată. Dar până când?

- Vraciul: John Gregory este un vraci din Comitat care, în întreaga lui viață a pus datoria față de Comitat mai presus de orice. El l-a luat pe Tom Ward ca ucenic și și-a creat o relație foarte bună cu el, salvându-și viețile de mai multe ori. Însă Vraciul a fost mereu împotriva prezenței lui Alice pe langă Tom, pentru că el crede că Tom va fi distras din învățăturile lui de o fată.

Dar, pe măsură ce pătrundem în poveste, Vraciul descoperă multe lucruri despre Alice, împreună cu Tom, cum ar fi, de exemplu, faptul că este fiica Diavolului. Dupa aceste revelații, Vraciul a încercat de mai multe ori să o alunge pe Alice, sau chiar să o pună într-un puț.
Dar, de fiecare dată, Tom a intervenit. În a șasea carte, Vraciul a trebuit să-și încalce principiile ca să vină cu Tom și mama lui în Grecia, fiind convins printr-o scrisoare.
Iar în Coșmarul Vraciului, pentru prima dată de când Tom îl cunoaște, Vraciul dă greș de 2 ori pentru a o captura pe Osoasa Lizzie.
Însă rămâne clar un lucru: Vraciul va lupta până la sfârșit.